# マルティン・ブラクセンターラー
マルティン・ブラクセンターラー（ドイツ語: Martin Braxenthaler、1972年3月11日 - ）は、ドイツのアルペンスキー選手。1998年の長野パラリンピックにパラリンピック初出場し、銅メダルを獲得、2002年ソルトレークシティパラリンピックでは金メダルを4枚、2006年のトリノパラリンピックでも金メダルを3枚獲得している。
2007年、IPC障害者アルペンスキーワールドカップで優勝を果たしたことなどから、ローレウス世界スポーツ賞の年間最優秀障害者選手を受賞している。